# Áprily Lajos Főgimnázium
Az Áprily Lajos Főgimnázium Brassó egyetlen és Brassó megye legnagyobb magyar nyelvű középiskolája, az 1837-ben alapított brassói Római Katholikus Főgimnázium utódja. Központi épületét Alpár Ignác tervei alapján építették föl a történelmi központ északi szögletében, a lebontott várfalak helyén, az egykori Szíjgyártó-zwinger területén.

## Története

### Római Katholikus Főgimnázium
A brassói Római Katholikus Főgimnázium alapításának eszméje 1817-ben született meg. A Brassóba látogató I. Ferenc király szorgalmazta egy katolikus gimnázium alapítását a főként német ajkú brassói római katolikus közösség, a háromszéki katolikus székelyek és a barcasági románság közös használatára, de ezt akkor nem tudták megvalósítani az egyházközség gyenge anyagi körülményei miatt. 1825-ben Ioan Bob román görögkatolikus püspök egy finanszírozó alapítvány létrehozását tervezte, ám hirtelen bekövetkezett halála miatt az alapítás elmaradt. 1831-ben Bartolomeu Blaj zernesti ortodox főesperes is felvetette a brassói katolikus gimnázium ötletét, a Ferences rendi szerzetesek telkén, illetve épületében, ám a tartományi főnökség nem volt hajlandó lemondani a telek tulajdonjogáról.
Az iskola létrehozása végül felfalusi Kovács Antal apátplébánosnak köszönhető, aki 1837. szeptember 8-án bejelentette az egyháztanácsnak, hogy a Kolostor utcában található plébániai lak ebédlőjében elindítja a gimnázium első osztályát. Október 1-én 20 diákkal, szerény körülmények között megkezdte az első osztály tanítását, latin tannyelvvel. Ez a mozzanat tekinthető a Római Katholikus Főgimnázium megalakulásának. A tanszemélyzet biztosítása érdekében az apát több püspöktől kért segítséget, végül Ioan Lemeni fogarasi görögkatolikus püspök Iacob Mureșianu kispapot rendelte ki Kovács mellé. 1838 és 1849 között itt tanított Andrei Mureșanu, a román himnusz szövegének írója, Iacob Mureșianu unokatestvére.
A második iskolai évben több tehetősebb brassói polgár anyagi segítsége lehetővé tette a második gimnáziumi osztály beindítását. A tanításhoz szükséges helyiségek biztosítását a parókia épületének átrendezésével oldották meg. 1845-ben az iskola már hat osztállyal és öt tanárral működött. A kötelező tantárgyakon kívül rajzot, szépírást, éneket és zenét is tanítottak. A tanárok fizetését Kovács Antal közadakozásból, és saját jövedelméből fedezte; a tanároknak kosztot, szállást, fűtést és világítást is biztosított.
Hamarosan a tanulók és tanárok számának gyarapodása túlnőtte a plébánia kereteit. Az apát-igazgató az Erdélyi egyházmegyéhez, illetve a bécsi udvarhoz folyamodott, ám a terv és a költségvetés jóváhagyása csak 1847-ben érkezett meg. A Bitterman Lőrinc által tervezett új épület 1848-ban készült el; ez a jelenlegi Áprily Főgimnázium „B” épülete. Az új tanévet 127 tanulóval kezdték.
1849–50-ben a cári hadsereg hadikórházként használta az épületet, mely súlyos károkat szenvedett. 1856-ban – osztrák utasításra – az iskolát négyosztályos algimnáziummá fokozták le. A latin nyelvű oktatás helyett a németet tették kötelezővé, ami a tanulók létszámának jelentős csökkenését okozta.
Kovács Antal 1857-ben, 67 éves korában hunyt el; utódjaként Iacob Mureșianut nevezte ki, aki 1875-ig volt az iskola élén. 1861-től a tanítás nyelve a magyar lett, 1872-ben pedig az iskola visszanyerte főgimnáziumi státuszát. Bár Brassóban román tannyelvű iskola is működött, a Római Katholikus Főgimnáziumba számos román diák járt, bizonyítva az oktatás színvonalát.
1868-tól a német rovására fokozatosan a magyar nyelv vált uralkodóvá, majd 1875-ben, Mureșianu távozása után az új igazgató, Vargyasi Ferenc bevezette a kizárólagos magyar tannyelvet. Részben a német nyelv kikopásával, részben az ortodox gimnázium fejlődésével, részben a brassói katolikus németség nyelvcseréjével magyarázható, hogy diákjainak anyanyelvi összetétele átalakult: míg 1866/67-ben még 38 román, 33 magyar és 28 német diákja volt, addig a nyolcosztályos főgimnáziummá bővített intézmény diákságának túlnyomó részét végig a magyar diákok adták.
1896-ban, a millenniumi év tiszteletére Vargyasi Ferenc igazgató kiadta a gimnázium Millenáris Értesítőjét, melyben összefoglalta a tanintézet tevékenységét, fejlődését. Az alapítástól eltelt 59 év alatt az iskolának 6316 növendéke volt: 3778 magyar, 1476 német, és 1062 román.
Ebben az időben egyre égetőbb gond lett az intézmény fejlődését és a tanulók számát korlátozó épület. Az egyházközség megvásárolta a Kolostor utca mögötti Tímár-kertet (az egykori Szíjgyártó-zwinger területén), melyen 1900–1901-ben felhúzták az Alpár Ignác által tervezett új iskolaépületet (ez a jelenlegi Áprily Főgimnázium „A” épülete). Az avató ünnepséget Majláth Gusztáv Károly püspök nyitotta, aki 1905-ben az iskola kápolnájának felépítéséhez is hozzájárult. A századfordulón 13 ún. rendes tanár és 4 kisegítő tanár oktatott. A tanári könyvtárban 5000, a diákkönyvtárban több mint 1000 kötetet őriztek.
1916. augusztus 28-án a román hadsereg elfoglalta Brassót. A tanítás szokásos rendje csupán az 1919/1920-as tanévben állt helyre. Kötelezővé tették a román nyelv és a román történelem, földrajz, és alkotmánytan oktatását. A két világháború közti időszakban nehéz körülmények közt ugyan, de folyamatos volt a tanítás és a tanórán kívüli önképzőkörök működése. 1931-ben internátus létesült. 1937 november 7-én megünnepelték az iskola fennállásának századik évfordulóját; az ünnepségeken körülbelül ezer diák és öregdiák vett részt.
A második világháború végén az oroszok kisajátították az épületet és egy ideig hadikórházként használták. 1948 júniusában a hatalomra került kommunisták utasítására megszűnt a Római Katholikus Főgimnázium felekezeti jellege, majd augusztusban államosították. Az intézménybe – fennállásának 111 éve alatt – 20 049 tanuló járt.

### 4-es számú Magyar Vegyes Líceum
Az államosítás után a tanintézmény neve 4-es számú Magyar Vegyes Líceum (Liceul Maghiar Mixt nr. 4.) lett. A tanügyi reform értelmében megszűnt a reál és humán profilú osztályok önállósága. Egy ideig latint még igen, művészettörténetet, filozófiát, zenetörténetet viszont már egyáltalán nem tanítottak, a vallást és erkölcstant pedig egyenesen tiltották. E tantárgyak helyett bevezették az úgynevezett „társadalomtudományokat”, a marxista-leninista filozófiát, a közgazdaságtant, a légvédelmi ismereteket és a gyakorlati jellegű tevékenységeket. Szovjet modell alapján a középiskolai oktatást tíz osztályosra zsugorították.
A szakkörök, szakmai csoportok idővel újjászerveződtek. Fejér Pál tanár 1952-ben létrehozta a 406 A. S. Popov nevű rádiókört, melynek munkájához 1953-ban a Posta és Távközlési Minisztérium engedélyét adta. Reiff István és kollegái 1952-ben hozták létre a később Búzavirágnak elnevezett népi együttest, hogy megszerettessék a diákokkal a magyar népdalt, a népi táncot.
1956 november elején a líceum tizedik osztályos diákjai megalapították az EMISZ ifjúsági szervezetet, hogy tovább éltessék a magyarországi forradalom eszméjét, és felvállalják a székelység sorskérdéseit. A hatalom két év múlva felszámolta a szervezetet, 79 – többnyire tizenéves – személyt ítéltek nehéz börtönre vagy kényszermunkára. Tiszteletükre 2006-ban a magyar nagykövetség emléktáblát avatott az épület homlokzatán.
1948 és 1960 között nappali tagozaton összesen 5042 tanuló járt, estiben 1256-an tanultak.

### Az Unirea Líceum magyar tagozata
1960-ban önálló intézményként megszüntették a 4-es számú Magyar Vegyes Líceumot, a magyar tagozatot az Unirea Líceumba sorolták be. A Főgimnázium épületeibe a 6-os számú Általános Iskola költözött.
Kezdetben a két tagozat között a viszony nem volt felhőtlen; az Unirea vezetése nemcsak a magyar tanárok felkészültségét vonta olykor kétségbe, hanem egy alkalommal azzal is megvádolták őket, hogy rombolják az intézmény tekintélyét. Az eredmények azonban hamar igazolták a hamis állítások ellenkezőjét, a két tagozat viszonya pedig idővel rendeződött.
Jelentős szerepet játszott az iskola életében az Arany János irodalmi kör, melyet Szikszay Jenő, majd Reiff Piroska koordinált. A megtartott előadások gyakran túllépték az iskola határait, az érdekes témák a város felnőtt lakosságát is vonzották. A Reiff István vezette Búzavirág Népi Együttes kiegészült a Gál Sarolta tanárnő által vezetett iskolai énekkarral. 1975 és 1983 között a Hanke házaspár mintegy 30 előadást tartott az ország különböző városaiban saját készítésű szemléltető eszközeik, illetve az audiovizuális készülékek korszerű oktatásban való alkalmazásáról. A Fejér Pál-féle rádiókör az Unirea Líceumban is folytatta tevékenységét.
A líceum nappali tagozatán – a vonatkozó időszakban – 10 116 magyar tanuló járt, az esti tagozatot 4157 diák frekventálta.

### Áprily Lajos Elméleti Líceum és Főgimnázium
1990 elején a brassói RMDSZ és az Unirea Líceum magyar tagozata vezetőségi szintjén megszületett a brassói önálló magyar középiskola visszaállításának terve, az Erdély-szerte folyó ilyen irányú próbálkozásokkal összhangban. A Tanügyminisztériumtól kedvező választ kaptak, jóváhagyva az önálló magyar líceum megalakítását, ám a kivitelezés menetét a Megyei Tanfelügyelőségre, valamint az Unirea Líceum és a 6-os számú Általános Iskola közötti megegyezésre bízta. A két oktatási intézmény vezetősége között tárgyalások sorozata kezdődött, melyek eredményeként az új tanév kezdetén az Unirea magyar tagozata visszaköltözött az egykori Római Katholikus Főgimnázium épületeibe, ám azt még egy évtizedig együtt használta a 6-os számú Általános Iskolával, mert azoknak nem volt hova menniük.
Ugyancsak 1990-ben alakult meg a Felfalusi Kovács Antal Alapítvány, azzal a céllal, hogy Brassó megye magyar tannyelvű iskoláit, kiemelten az Áprily Lajos gimnáziumot, lehetőségeihez mérten támogassa, segítséget és anyagi juttatást nyújtva a tehetségesnek ítélt, továbbá a nehéz anyagi és szociális helyzetben levő brassói magyar diákoknak és pedagógusoknak.
1992 májusában az iskola hivatalosan is felvette az Áprily Lajos Elméleti Líceum nevet, a brassói születésű impresszionista költő emléke előtt tisztelegve. A szakképzett, jól felkészült pedagógusok életképes egységet képviseltek: a fő hangsúlyt az oktató-nevelő munka minőségére helyezték, annak ellenére, hogy a tanteremgond, a rosszul felszerelt laboratóriumok, szaktermek nehezítették ezt. Megalakultak a különböző szakkörök, a Nebulónia diákszervezet, folytatta tevékenységét a Búzavirág Népi Együttes, a Grimasz színjátszó csoport, kibontakozott az iskolán kívüli tevékenységek széles skálája.
A valóságos önállósulás és az iskola épületeinek tényleges birtokbavétele 2003-ban valósult meg. Ekkor a 6-os számú (jelenlegi nevén Iacob Mureșianu) Általános Iskolának egy új, korszerű épületet emeltek a Baiulescu-ház és a Transilvania Egyetem rektorátusa közötti üres telken (Bulevardul Eroilor 31.), így kiköltözhettek az Áprilyből. Ugyanebben az időszakban világbanki segítséggel felújították az Áprily líceumot. A munkálatok két évet tartottak, ez idő alatt a líceumi oktatás a rakodói 20-as Általános Iskolában folyt, az V–VIII. osztályosok a B épületben tanultak, az elemi oktatás pedig a brassói magyar egyházak segítségével, szétszórva a város különböző helyein történt. 2003 szeptemberében az Áprily Lajos Elméleti Líceum birtokba vette a felújított iskolaépületet.
2004-ben a tanintézmény megszerezte a főgimnáziumi státuszt (colegiu național).

## Leírása

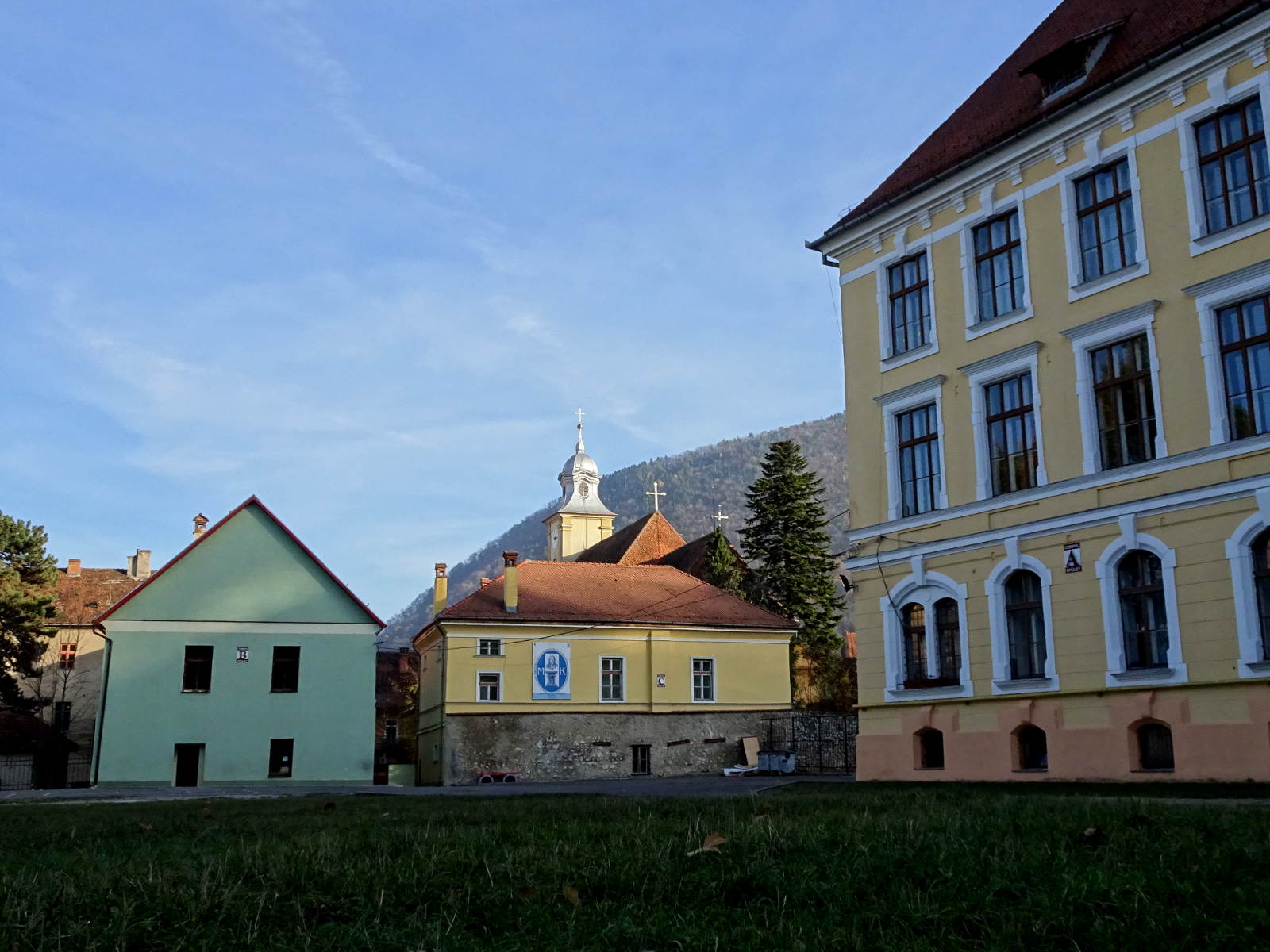
Balról jobbra: a B, a C, és az A épület

Az Áprily Lajos Főgimnázium a Várkert sétány (aleea După ziduri) 3. szám alatt található, a belváros északi szögletében, a lerombolt városfalak helyén. Az „A” az 1901-ben megnyitott háromszintes iskolaépület, ahol az általános- és középiskolai oktatás folyik, továbbá itt vannak az irodák, tanári szoba, és a sportterem. Főbejárata fölött még látszanak a magyar címer maradványai. A „B” az 1848-ban emelt épület, melyben jelenleg az elemi osztályok oktatása folyik. A „C” épületben van a díszterem és a könyvtár.
Az iskola tizenkét évfolyamos, emellett egy óvoda is tartozik hozzá. Az alsóbb évfolyamokon évfolyamonként két, a középiskolai szinten négy párhuzamos osztályban folyik az oktatás. Jelenleg az iskolának több, mint 60 tanára és 700 diákja van. Könyvtára 30 000 kötetet számlál, ezzel a Barcaság egyik legjelentősebb magyar nyelvű kultúraterjesztőjének számít.
A diákönkormányzat minden év végén megszervezi az Áprily Napokat, egy háromnapos rendezvényt, melyben helyet kapnak az osztályok közti vetélkedők, tudományos diákköri konferenciák, kultúra- és hagyományőrzés. A diáknapokat az aktuális tanévet is összegző díszelőadás zárja, melyen az iskola önállóan tevékenykedő szakmai csoportosulásai kerülnek reflektorfénybe. Nyaranta Székelyzsomborban közös műemlékvédő tábort tartanak a budapesti Berzsenyi Dániel Gimnáziummal.

### Szakirányok
Az Áprily Lajos Főgimnázium középiskolai szintjén négy szakirány választható:
- matematika-informatika
- közgazdaságtan
- természettudományok
- angol-magyar

### Szakkörök
Az Áprily Lajos Főgimnáziumban több diákcsoportosulás és szakkör működik:
- A Nebulónia a középiskolások diákszervezete.
- A Búzavirág Népi Együttes az iskola legrégebb működő és legismertebb amatőr művészcsoportosulása, 1949 óta megszakítás nélkül tevékenykedik. Brassó megye legnépszerűbb néptáncegyüttese, értékeit az állami kultúrintézmények is elismerték. 1970-től minden jelentősebb állami rendezvényen bemutatták a megye magyar vonatkozású népi hagyományait, 2002-ben részt vettek az Aranyszarvas Fesztiválon. 2009-ben, fennállásuk 60. évfordulóján a Redut Kulturális Központban mutatták be a 60 éve kék a Búzavirág címet viselő díszelőadást.
- Az énekkar 1990-ben alakult. A zenekarral együtt önálló hangversenyeket tart, fellép iskolai rendezvényeken, jótékonysági hangversenyeken, kórustalálkozókon, sőt hazai és nemzetközi kórusfesztiválokon is jelen van. Műsorukban szerepelnek kánonok, két- és háromszólamú egyházi művek, madrigálok és népdal-feldolgozások.
- A Grimasz színjátszókör 1991-ben alakult; a színjátszó fesztiválokon és ünnepi iskolai alkalmakon eredeti ötletekkel átdolgozott színjátékokat mutat be, a kulturális eseményeken pedig vers-összeállításokkal vesz részt.
- A Visszhang a líceum diáklapja, melynek története az 1990-es évek elejére nyúlik vissza. Megjelentetése nem volt mindig zökkenőmentes: a tördelés, a nyomdák, a munkaerőhiány okozta gondok miatt a 11. évfolyam után megszűnt, és csak 2006-ban indult újra, a Brassói Lapok havi rendszerességgel megjelenő mellékleteként. A lap számos elismerést kapott: 2007-ben az év diákmédiás találkozóján az egyik legjobb erdélyi magyar diáklapnak minősítették, majd a magyarországi Diákújságírók Egyesülete által kiírt pályázaton harmadik díjat nyert.

## Híres tanárai és diákjai
Az iskola tanárai voltak:
- Felfalusi Kovács Antal apát, királyi tanácsos
- Herrmann Antal néprajzkutató
- Kollár Gusztáv festő
- Andrei Mureșanu költő, forradalmár
- Iacob Mureșianu lapszerkesztő
- Reiff István író, folklórgyűjtő
- Bakó Árpád atléta, Románia háromszoros országos bajnoka
- Wildt József matematikus

Az iskola diákjai voltak:
- Irk Albert, a kriminológia úttörő alakja
- Kenyeres Balázs igazságügyi orvos
- Kupcsay Felicián író, miniszteri tanácsos
- Kovács Dalma énekesnő
- Mikó András költő
- Orbán János Dénes költő, prózaíró
- Székelyhidy Ferenc operaénekes
- Szemlér Ferenc költő
- Wollanka József régész, művészettörténész